# Губаренко Віталій Сергійович
Віта́лій Сергі́йович Губаре́нко (13 червня 1934 , Харків  — 5 травня 2000 , Київ ) — український композитор, член Спілки композиторів України. Чоловік Марини Черкашиної-Губаренко, батько поетеси й композитора Ірини Губаренко.

## Біографія
Народився 13 червня 1934 року в Харкові. У 1960 році закінчив Харківську консерваторію по класу композиції Д. Клебанова. У 1958–1960 роках викладач теоретичних предметів та музичної літератури в дитячій музичній школі. З 1960 року музичний редактор обласного радіо. У 1961–1972 роках викладач теорії музики і композиції в Харківському інституті мистецтв, з 1962 року одночасно в Харківському музичному училищі. З 1972 року на творчій роботі. До 1985 року жив у Харкові, з 1985 — в Києві.

Могила Віталія Губаренка

Помер у 65-річному віці 5 травня 2000 року в Києві. Похований на Байковому кладовищі (ділянка № 49а, 50°25′0.50″ пн. ш. 30°30′6.4″ сх. д. / 50.4168056° пн. ш. 30.501778° сх. д.).

## Творчість
Віталію Губаренкові належить чільне місце серед оперних композиторів України ХХ ст. На думку Л. Кияновської, кожна з його 13 опер «приваблює небанальним, своєрідним вирішенням у поєднанні музики й сценічної дії, відповідним до індивідуального задуму і вибору сюжету». Для більшості опер лібрето писала його дружина — Марина Черкашина-Губаренко. В них композитор розкриває «вміння передати музичними засобами аромат і колорит далекої епохи, тривожний пульс сьогодення, тонке відчуття душевної експресії героїв, динаміки розгортання їх почуттів, яскравість і пластичність музичних картин, драматичну насиченість великих полотен».
Окрім оперного жанру, композитор звертався також і до інструментальної та камерно-вокальної. Л. Кияновська відзначає, що в них композитор зокрема проявив інтерес до українських фольклорних обрядів (симфонічна поема «Купало»), інтимної лірики українських поетів (вокальні цикли «Барви та настрої» на слова І.Драча, «Осінні сонети» на слова Д. Павличка, «Простягни долоні» на слова В. Сосюри).

### Перелік творів
- Опери:
  - «Загибель ескадри» (за однойменною п'єсою О. Корнійчука, 1965-66, вп. пост. 1967);
  - «Мамаї» (за п'єсою Ю. Яновського «Дума про Британку», 1969, вп. пост. 1970);
  - «Листи кохання» (моно-опера для сопрано з оркестром за новелою А. Барбюса «Ніжність», 1971, вп. пост. 1972);
  - «Відроджений травень» (за п'єсою В. Єжова «Солов'їна ніч», 1973, вп. пост. 1974);
  - «Крізь полум'я» (1975, вп. пост. 1976);
  - «Пам'ятай мене» (за п'єсою В. Єжова «Солов'їна ніч», 1977, вп. пост. 1980 під назвою «Незабутнє»);
  - Опера-балет «Вій» (за повістю М. Гоголя, 1980, вп. пост. 1984).
  - «Сват мимоволі» (за п'єсою Г. Квітки-Основ'яненка «Шельменко-денщик», 1982, вп. пост. 1985);
  - «Альпійська балада» (за однойменною повістю В. Бикова, 1984, вп. пост. 1985);
  - «Кому посміхалися зорі», (за мотивами творів О. Корнійчука, 1987);
  - «Згадайте, братія моя!..» (за творами Т. Шевченка, 1991, вп. 1992);
  - «Самотність» (моноопера для тенора з оркестром за новелою П. Меріме «Листи до незнайомки», 1993, вп. 1994);
  - «Монологи Джульєтти» (ліричні сцени за трагедією В. Шекспіра «Ромео і Джульєтта», вп. 1998).
- Балети:
  - «Камінний господар» (за мотивами однойменної драми Лесі Українки, 1968, вп. пост. 1969);
  - «Ассоль» (симфонія-балет для оркестру, сопрано і тенора за феєрією О. Ґріна «Червоні вітрила», вп. 1977);
  - «Запорожці» (хореографічні сцени, 1980);
  - «Обов'язок і віра і любов» (за кіносценарієм Є. Габриловича «Комуніст», вп. пост. 1985 під назвою «Комуніст»);
  - «Майська ніч» (симфонія-балет за повістю М. Гоголя, 1988);
  - «Зелені святки» (симфонія-балет, 1992);
  - «Liebestod» (симфонія-балет, 1997);
  - «Вій» (хореографічні сцени за однойменною повістю М. Гоголя, 2000).
- Вокально-симфонічні твори:
  - Кантата «чуття єдиної родини» (сл. П. Тичини, 1977);
  - «De profundis» (симфонія для оркестру, сопрано і тенора, сл. Т. Шевченка, 1996);
  - Симфонія № 3 (для оркестру і чоловічого хору, сл. Р. Левіна, 1975).
- Для оркестру:
  - Симфонія № 1 (1962);
  - Поема «Пам'яті Тараса Шевченка» (1963);
  - Концертино (1964);
  - Симфонія № 2 (1965);
  - Сюїта з опери «Загибель ескадри» (1967);
  - Дві сюїти з балету «Камінний господар» (1970, 1974);
  - Симфонічна картина «Купало» (1971);
  - Лірична поема «In modo romantico» (1989).
- Для інструментів з оркестром:
  - Камерні симфонії № 1 і № 2 для скрипки з оркестром (1967, 1978);
  - Концерт-поема для віолончелі з оркестром (1963);
  - Концерт для флейти з камерним оркестром (1965);
  - Українське каприччіо для скрипки, з камерним оркестром (1973);
  - Камерна симфонія № 3 для двох скрипок з оркестром (1983);
  - «Лірична поема» для фаґота і струнного оркестру (1992);
  - Камерна симфонія № 4 для віолончелі і струнного оркестру (1996);
  - «Арія» для кларнета і струнного оркестру (1996);
  - «Адажіо» для гобоя і струнного оркестру (1999).
- Для струнного оркестру:
  - Симфонієта (1960);
  - Concerto grosso (1982).
- Камерна музика:
  - Струнний квартет (1965);
  - Триптих для квінтету духових (1978);
  - «Іспанська сюїта» для ансамблю віолончелей і фортепіано.
- Для скрипки і камерного хору: «Canto ricordo» — камерна симфонія № 5 (1983/1999).
- Цикли для голосу з фортепіано:
  - «Із поезій Йосипа Уткіна» (1962);
  - «Барви та настрої» (сл. І. Драча, 1965);
  - Два романси на сл. Ф. Кривіна (1966);
  - «Простягни долоні» (сл. В. Сосюри, 1977);
  - «Осінні сонети» (сл. Д. Павличка, 1983).
- Для хору:
  - «Русские эскизы» (сл. С. Єсеніна, 1978);
  - Поема «Любіть Україну» (сл. В. Сосюри).
- Музика до кінофільму «Дума про Ковпака».

## Звання, премії, нагороди
- лауреат Республіканської комсомольської премії імені М. Островського (1967);
- заслужений діяч мистецтв УРСР (1969);
- нагороджений медаллю імені О. Олександрова (1975),
- лауреат Державної премії імені Т. Г. Шевченка (1984);
- народний артист України (1993).